# Alfred Gauvin
Alfred Ambroise Gauvin, né le 5 avril 1836 à Héricourt-en-Caux (Seine-Maritime) et mort le 27 décembre 1892 dans le 14e arrondissement de Paris, est un sculpteur et médailleur français.

## Biographie

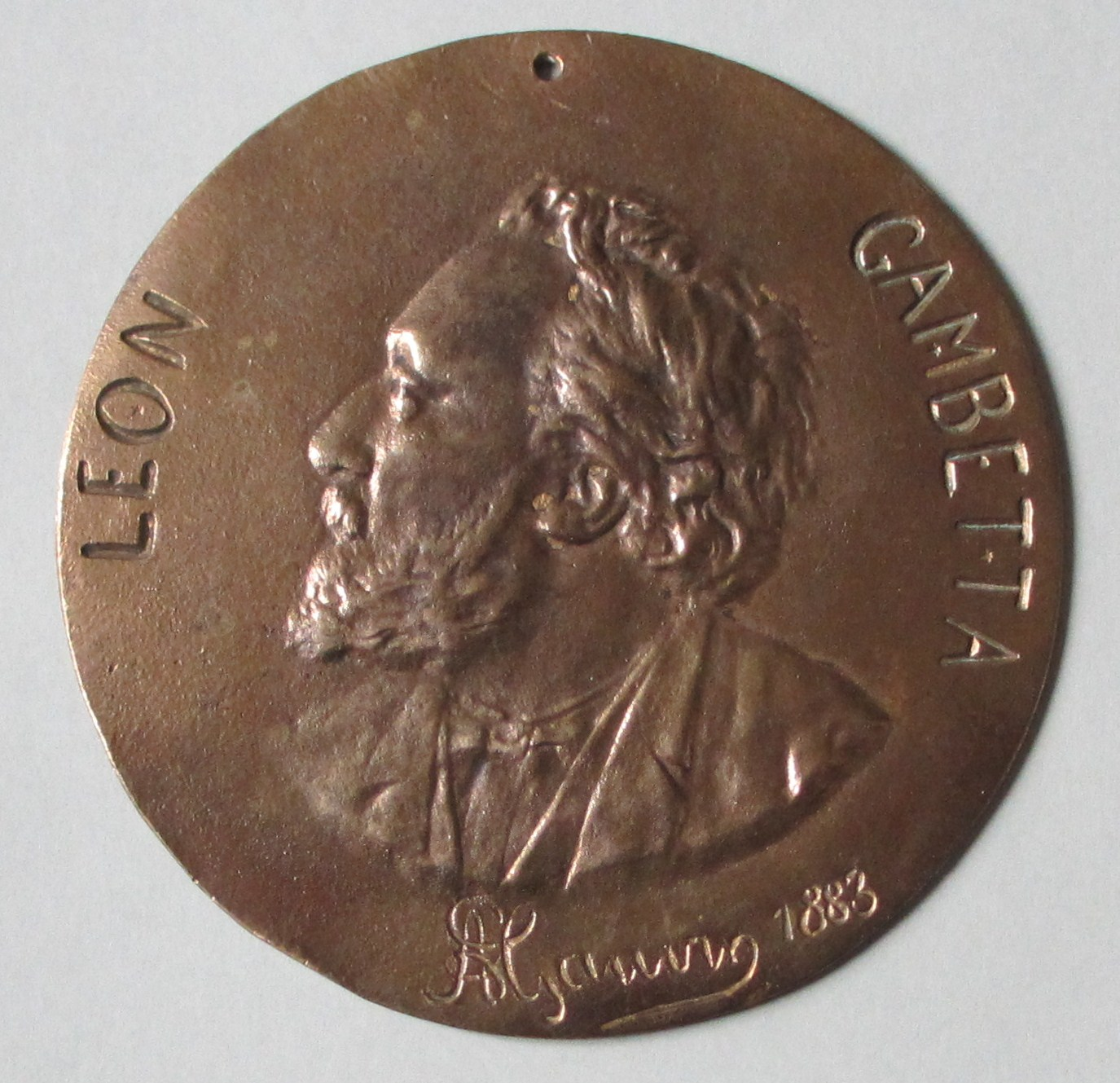
Léon Gambetta, médaille.

Fils d'un meunier normand, Pierre Aimable Gauvin, et de Rose Clotilde Dubuisson, Alfred Ambroise Gauvin quitte jeune sa Normandie natale pour Paris où il épouse Élisa Victorine Sedilot en 1868. Lorsque celle-ci meurt le 14 août 1869, il se présente comme artiste peintre et non sculpteur. 
Son œuvre la plus ancienne, actuellement connue, date de 1878. Il épouse le 3 septembre 1884 Marie Mathilde Frogère (née en 1863), dont il fera au moins un portrait (musée des beaux-arts de Rouen).
Il exposé au Salon de 1880 à 1889.
Le 1er janvier 1888, il est cité parmi les officiers d'Académie comme ciseleur-damasquineur dans la liste des décorations universitaires.
Le 8 janvier 1881, Alfred Gauvin organise les obsèques de son ami Louis Combes dont on peut voir le portrait au cimetière du Montparnasse à Paris. Sont présents notamment Léon Gambetta, Martin Nadaud, Étienne Arago, Eugène Spuller et Arthur Ranc.
Le 30 décembre 1892, on pouvait lire dans Le Temps : « On annonce la mort d'Alfred Gauvin, un artiste qui fut un maître dans l'art de la damasquinerie. Alfred Gauvin était un ardent républicain. Son art le passionnait et il exécuta à ses frais les portraits de Victor Hugo et de Gambetta notamment. Alfred Gauvin est mort, au moment où il allait terminer un travail qui lui avait été commandé par la Ville de Paris […] ».
Il a été incinéré au columbarium du cimetière du Père-Lachaise à Paris.

## Œuvres dans les collections publiques
Aux États-Unis
- New York,Metropolitan Museum of Art : Pommeau de selle.

En France
- Paris :
  - cimetière du Montparnasse : 
    - Le Docteur Nicolas Auguste Gay-Bellile (1828-1878), 1878, buste en bronze ;
    - Louis Combes, conseiller municipal, Salon de 1880, puis 1882 ;
    - Alfred Dutour, médaillon.

  - département des arts graphiques du musée du Louvre : Portrait de Carnot, 1888, encre noire, mine de plomb, plume[4].
- Rouen, musée des beaux-arts : 
  - Portrait de Mme Gauvin, don de l'artiste en 1886.
  - Portrait de M. Chantin, horticulteur, don de l'artiste en 1889.
- Saint-Denis, musée d'art et d'histoire : Léon Gambetta, 1882, médaillon en acier[5].
- Versailles, musée de l'Histoire de France : Léon Gambetta, Salon de 1884, médaillon en fer encadré dans une bordure damasquinée d'or[6].

- Localisation inconnue :
  - Portrait de Philippe Burty[7].
  - Cadre, Salon des arts décoratifs de 1882, fer damasquiné[8].
  - Portrait de Carnot, Salon de 1888, médaillon[9].